# 카리심비산
카리심비산은 르완다와 콩고 민주 공화국 국경의 비룽가산맥에 있는 성층 화산이다. 르완다 최고봉으로, 4,507 미터 (14,787 ft) 높이의 카리심비산은 동아프리카 지구대의 서쪽 지류인 알베르틴 지구대의 일부를 이루는 산맥의 8개 주요 산 중에서 가장 높다. 카리심비산은 북쪽으로는 미케노산, 동쪽으로는 비소케산, 서쪽으로는 지구대 건너편에 니라공고산이 있다. 카리심비산은 아프리카에서 11번째로 높은 산이며, 돌출높이 순으로는 61위이다.
카리심비라는 이름은 현지 르완다어로 눈을 뜻하는 '아마심비(amasimbi)'에서 유래했다. 눈은 주로 건기인 6월, 7월, 8월에 화산 정상에서 찾아볼 수 있다.
카리심비산과 비소케산 사이에는 다이앤 포시가 이 지역에 서식하는 산악고릴라를 관찰하기 위해 설립한 카리소케 연구센터가 있다.

## 역사
1908년 2월 27일, 에곤 폰 키르슈타인(Egon Von Kirschstein)이 이끄는 탐사대가 브랑카 분화구에서 내려오던 중 우박과 눈보라로 인해 탐사대의 운반원 20명이 사망했다.
2010년 5월, 화산 서쪽 측면을 따라 비로 인해 일련의 비화산성 머드플로우가 발생했다. 머드플로우는 화산암과 식물 잔해를 아래로 쓸어내렸다. 키비리가(Kibiriga)에서 머드플로우는 심각한 피해를 입혔고 최소 50명의 사망자를 냈다.

## 같이 보기
- 르완다의 화산 목록
- 아프리카의 울트라 봉우리 목록

## 내용주
1. 1 2 3  "Africa Ultra-Prominences" Peaklist.org. Retrieved 2011-11-20.
2. ↑  Bulletin of the American Geographical Society, Volume 40 p. 416 1908
3. ↑  The Barre Daily Times June 13, 1908, 20 men frozen to death
4. ↑  “Karisimbi”. 《전지구 화산 계획》. 스미스소니언 협회.